# 12718 Le Gentil
12718 Le Gentil è un asteroide della fascia principale. Scoperto nel 1991, presenta un'orbita caratterizzata da un semiasse maggiore pari a 2,2706340 UA e da un'eccentricità di 0,1730936, inclinata di 4,53554° rispetto all'eclittica.